# 森岡守成

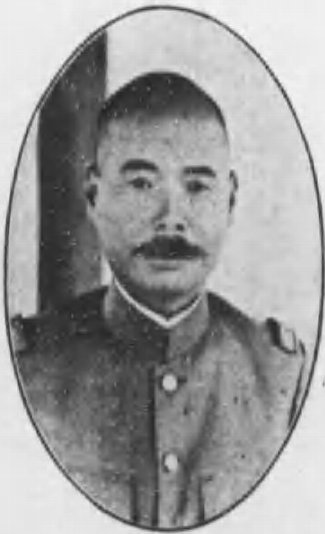
森岡守成

森岡 守成（もりおか もりしげ、1869年9月14日（明治2年8月9日） - 1945年4月28日）は、日本陸軍の軍人。最終階級は陸軍大将正三位勲一等功三級。幼名、森重弥蔵。

## 経歴
山口県出身。農業、森重五左衛門の二男として生れ、官吏の森岡正奇の養嗣子となり、その娘の小瀧と結婚し家督を相続した。陸軍大将河合操は義兄にあたる。1891年7月、陸軍士官学校（2期）を卒業し、翌年3月、騎兵少尉任官。日清戦争には騎兵第4大隊小隊長として従軍した。1899年12月に陸軍大学校（13期）を優等で卒業した。騎兵第9連隊中隊長、陸軍省軍務局課員、陸大教官などを歴任。
日露戦争には、第5師団参謀として出征し、騎兵第1旅団参謀、大本営幕僚を勤めた。陸大教官、参謀本部付（トルコ差遣）、参謀本部員、オーストリア大使館付武官、騎兵第16連隊長、陸軍騎兵実施学校長、参謀本部課長、青島守備軍参謀長などを歴任。
1916年5月、陸軍少将に進級、軍馬補充部本部長、騎兵監を歴任し、1919年7月、陸軍中将に進級。第12師団長、近衛師団長、軍事参議官を歴任し、1926年3月、陸軍大将を拝命し、朝鮮軍司令官、軍事参議官を経て、1927年9月、予備役に編入された。
1945年4月28日に死去。死去に際しては祭資が下賜されたほか、葬送に際しては勅使として侍従が派遣され幣帛が下賜された。

## 栄典
位階
- 1892年（明治25年）7月6日 - 正八位[3]
- 1897年（明治30年）12月15日 - 正七位[4]
- 1919年（大正8年）9月10日 - 従四位[5]
- 1921年（大正10年）9月30日 - 正四位[6]
- 1924年（大正13年）12月1日 - 従三位[7]

勲章等
- 1895年（明治28年）11月18日 - 明治二十七八年従軍記章[8]
- 1902年（明治35年）5月10日 - 明治三十三年従軍記章[9]
- 1905年（明治38年）11月30日 - 勲四等瑞宝章[10]
- 1919年（大正8年）12月15日 - 戦捷記章[11]
- 1920年（大正9年）11月1日 - 旭日重光章・大正三年乃至九年戦役従軍記章[12]
- 1923年（大正12年）5月29日 - 勲一等瑞宝章[13]

外国勲章佩用允許
- 1918年（大正7年）3月28日 - 支那共和国：二等大綬嘉禾章[14]

## 著書
- 『余生随筆』日本国防協会、1937年。